# John Charles Daly
Pour les articles homonymes, voir John Daly.
John Charles Patrick Croghan Daly, né le 20 février 1914 à Johannesbourg (Union d'Afrique du Sud) et mort le 24 février 1991 à Chevy Chase (Maryland, États-Unis), était un journaliste, personnalité de la radio et de la télévision, cadre d'ABC News, animateur de télévision et de jeux télévisés américain d'origine sud-africaine, surtout connu pour son travail dans le jeu télévisé What's My Line? de CBS.
Pendant la Seconde Guerre mondiale, Daly a couvert les nouvelles du front en Europe et en Afrique du Nord. Il a été le premier correspondant national à rapporter l'attaque de Pearl Harbor et la mort de Franklin D. Roosevelt.